# Moncontour (Vienne)
Moncontour is een gemeente in het Franse departement Vienne (regio Nouvelle-Aquitaine) en telt 980 inwoners (1999). De plaats maakt deel uit van het arrondissement Châtellerault.

## Geografie
De oppervlakte van Moncontour bedraagt 40,4 km², de bevolkingsdichtheid is 24,3 inwoners per km². Naast het dorp Montcontour bestaat de gemeente ook uit de dorpen Messais, Saint-Chartres en Ouzilly-Vignolles, die sinds 1972 'communes associées' zijn.
De onderstaande kaart toont de ligging van Moncontour (Vienne) met de belangrijkste infrastructuur en aangrenzende gemeenten.

## Demografie
Onderstaande figuur toont het verloop van het inwonertal (bron: INSEE-tellingen).

## Geboren in Moncontour (Saint-Chartres)
- Pascal Thomas (1945), filmregisseur en scenarist